# Чикчинское муниципальное образование
Чикчинское муниципальное образование — сельское поселение в Тюменском районе Тюменской области Российской Федерации.
Административный центр — село Чикча.

## История
Татарское поселение лежащее на "Шелковом пути". Оригинальное название Шыкча. Центр миссионерства Ислама в Тюмени.
Статус и границы сельского поселения установлены Законом Тюменской области от 5 ноября 2004 года № 263 «Об установлении границ муниципальных образований Тюменской области и наделении их статусом муниципального района, городского округа и сельского поселения».

## Население
| 2010  | 2011  | 2012  | 2013  | 2014  | 2015  | 2016  |
| ----- | ----- | ----- | ----- | ----- | ----- | ----- |
| 2802  | ↗2808 | ↗2883 | ↗2947 | ↗3028 | ↗3182 | ↗3395 |
| 2017  | 2018  | 2019  | 2020  | 2021  |       |       |
| ↗3502 | ↗3541 | ↗3681 | ↗3894 | ↗4397 |       |       |

## Состав сельского поселения
| № | Населённый пункт | Тип населённого пункта       | Население |
| - | ---------------- | ---------------------------- | --------- |
| 1 | Есаулова         | деревня                      | 417       |
| 2 | Криводанова      | деревня                      | 606       |
| 3 | Пышма            | деревня                      | 4         |
| 4 | Чикча            | село, административный центр | 1188      |
| 5 | Якуши            | деревня                      | 587       |